# 倉島竹二郎
倉島 竹二郎（くらしま たけじろう、1902年11月9日 - 1986年9月27日）は、日本の作家、囲碁将棋観戦記者。
日本文芸家協会会員、棋道懇談会会員、将棋盤側クラブ会長。

## 来歴
京都府京都市生まれ。父親は郵便局長。兄弟は兄が一人。祇園町にあった弥栄尋常小学校でのクラスメートに、後の嵐寛寿郎がいた。京都市立中学校を経て慶應義塾大学に入学。文学部国文科に籍を置き、在学時には『三田文学』に作品を発表。1929年卒業。1935年、東京日日新聞社（のちの毎日新聞社）入社。記者として囲碁将棋の観戦記者となった。
1938年応召。1943年に退社。終戦後、作家生活に入ったが、毎日新聞社の要請で再度、観戦記者となる。将棋六段、囲碁五段、連珠五段、麻雀三段の腕前だった。囲碁では文壇本因坊になっている。
倉島本人によると、最初に将棋の観戦記を執筆したのは1932年、『国民新聞』紙上においてであり大崎熊雄の仲介によるという。当時のペンネームは棋狂子。対局風景の描写、という手法を徹底させたのは倉島が最初であるという。後にNHK杯テレビ将棋トーナメントの聞き手を務めた。
なお、現在、ジャンルを越えて利用されている「宿命のライバル」という言葉は、倉島が、木村義雄と金子金五郎との十番勝負を、「オール読物」に記事を書いた際に、「宿命の競争者（ライバル）」という表現を倉島が用いたのが最初であると書いている。
1978年、創刊直後の『将棋クラブ』（桃園書房。翌年廃刊）誌上で、『文壇将棋名人戦』が企画されたが、倉島は渡辺淳一、山村正夫、斎藤栄の三人を三間飛車で連破した。また、没後、将棋界への功績により、日本将棋連盟よりアマ七段を追贈されている。

## 著書
- 『少年通信兵』 佐藤観次郎共著 東亜書院(陸軍少年兵叢書)  　1944
- 『将棋太平記』 日東出版社 1949  [10]
- 『小説関根名人 勝負に生きる男』 大日本雄弁会講談社 1956
- 『近世名匠伝 棋界の礎石となった人々』 四季社(四季新書)   1956
- 『将棋名人戦観戦記』 中央公論社 1957
- 『運命を指す男 勝負師小菅剣之助の生涯』 冬樹社(Toju books)  1964
- 『近代将棋の名匠たち』角川書店(角川選書) 1971
- 『将棋太平記』光風社文庫 1973
- 『勝負師群像』 光風社書店 1973
- 『関根金次郎物語 付・思い出の名勝負』 弘文社 1974
- 『勝負師人生』 光風社書店 1974
- 『観音妙智力』 大法輪閣 1979.10
- 『昭和将棋風雲録 名棋士名勝負物語』 講談社 1985.7（「近代将棋の名匠たち」1971年　の加筆・改題）
- 『将棋太平記』 河出書房新社 2005.5（復刻版）

## 参考
- 文藝年鑑1955
- 『近代将棋の名匠たち』著者紹介
- 日外アソシエーツ人物情報